# フロントロウ
フロントロウ（FRONTROW）は、株式会社オウトグラフ・プロダクションが運営する日本のメディアサイト。ジャンルはファッション、美容、ダイエット、 セレブゴシップ、映画、ドラマ、音楽、社会問題、カルチャーニュースなど多岐にわたり、どのジャンルも海外の最新情報を中心に発信しているところを特徴としている。

## 概要
フロントロウは、編集プロダクションである株式会社オウトグラフ・プロダクションが2016年7月にオープンした。オウトグラフ・プロダクションは海外セレブ専門誌GOSSIPS（旧GOSSIPS PRESS）を創刊より10年間編集していた会社で、ゴシップスの編集部が丸ごとフロントロウの編集部へと代わりサイト運営をしている。
フロントロウの編集長はアメリカのパパラッチや通信社、タブロイド誌とのパイプを持つ大柳葵理絵（元GOSSIPS編集長）である。大柳も、GOSSIPS時代には海外情報のパイオニアとして日本テレビの『スッキリ』や『ZIP!』、フジテレビの『めざましテレビ』や『ホンマでっか!?TV』、TBSテレビの『グッとラック!』といった情報番組への出演や情報提供をしてきた人物でもある。また大柳は、フロントロウの立ち上げ後はフロントロウ編集長としてテレビ番組出演を継続しているほか、海外アーティストのイベント参加、作品への著名人コメント協力などをしている。
“海外のプラスを、自分のプラスに”というスローガンを掲げており、グローバルな視点をローカルの問題に活かせるようにSDGsビューティ、サステナ調査隊、考えさせられるエンタメ、LGBTQ+特集、フェミニズム特集など、現代の読者を意識した企画や連載を多く展開している。